# Sami (Grèce)
Pour les articles homonymes, voir Sami.
Sami ou Samé (en grec : Σάμη) est un des quatre ports de l'île de Céphalonie, en Grèce, offrant des liaisons vers Patras et Ithaque. Elle était le siège d'une ancienne municipalité homonyme, dont la population était de 2 895 habitants en 2001, devenue en 2010 un district municipal du nouveau dème de Céphalonie.
Dans la Grèce antique, c'était aussi le nom d'une île de la mer Ionienne citée par Homère dans l'Odyssée (I, 246), qui a été identifiée soit à Céphalonie, soit à Ithaque.
La localité moderne, nommée Eyialos (Αιγιαλός), a été renommée du nom de la cité antique en 1916.